# Psathyropus sinensis
Psathyropus sinensis is een hooiwagen uit de familie Sclerosomatidae.